# Ribes pentlandii
Ribes pentlandii är en ripsväxtart som beskrevs av Nathaniel Lord Britton. Ribes pentlandii ingår i släktet ripsar, och familjen ripsväxter. Inga underarter finns listade i Catalogue of Life.